# 尤寧希爾 (明尼蘇達州)
尤寧希爾（英語：Union Hill）是位於美國明尼蘇達州勒蘇爾縣德瑞納內鎮區及斯科特縣貝爾普萊恩鎮區的一個非建制地區。

## 地理
尤寧希爾所處的海拔為高於海平面303米（即994英呎），而該地所採用的時區為UTC-6，即北美中部時區（CST）。同時該地設有夏令時間，為UTC-6調快一小時，即UTC-5（CDT）。